# Selección de fútbol sub-20 de Uzbekistán

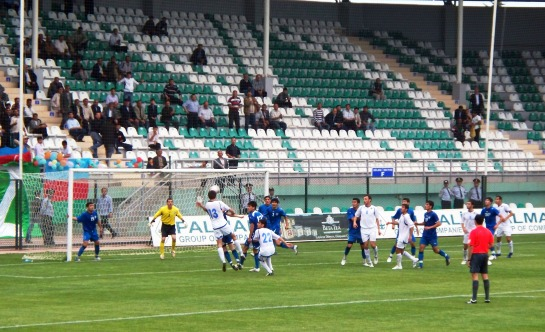
Uzbekistán ante el 20 de mayo del 2009.

La Selección de fútbol sub-20 de Uzbekistán es el equipo que representa al país en el Mundial Sub-20 y en el Campeonato sub-19 de la AFC; y es controlada por la Federación de Fútbol de Uzbekistán.

## Palmarés
- Campeonato sub-19 de la AFC
  -  Campeón: 2023

## Estadísticas

### Mundial Sub-20
| Año            | Resultado             |
| -------------- | --------------------- |
| de 1977 a 1993 | véase Unión Soviética |
| de 1993 a 2001 | No clasificó          |
| 2003           | Fase de grupos        |
| de 2005 a 2007 | No clasificó          |
| 2009           | Fase de grupos        |
| 2011           | No clasificó          |
| 2013           | Cuartos de final      |
| 2015           | Cuartos de final      |
| de 2017 a 2019 | No clasificó          |
| 2023           | Octavos de final      |

### Campeonato Juvenil de la AFC
| Año  | Resultado        |
| ---- | ---------------- |
| 1992 | No participó     |
| 1994 | No clasificó     |
| 1996 | No clasificó     |
| 1998 | No clasificó     |
| 2000 | No clasificó     |
| 2002 | 4.º lugar        |
| 2004 | Cuartos de final |
| 2006 | No clasificó     |
| 2008 | Subcampeón       |
| 2010 | Cuartos de final |
| 2012 | Semifinal        |
| 2014 | Semifinal        |
| 2016 | Cuartos de final |
| 2018 | No clasificó     |
| 2023 | Campeón          |